# The Wanderground
The Wanderground es una novela de ficción especulativa de Sally Miller Gearhart, publicada en 1978 por Persephone Press. Es la primera y más famosa novela de Gearhart, y sigue utilizándose en las clases de estudios de la mujer como un ejemplo característico del movimiento feminista separatista de la década de 1970.

## Descripción
The Wanderground es una colección de narraciones breves entrelazadas que se complementan entre sí para formar una novela completa. Los capítulos encajan de manera libre, a menudo centrándose en personajes completamente diferentes en cada capítulo, o sucediendo en una parte diferente del mundo creado por Gearhart, aunque muchos personajes reaparecen a lo largo de la colección, a medida que las historias comienzan a construirse unas sobre otras. Muchos de los capítulos se publicaron por primera vez como cuentos, en fanzines, revistas y publicaciones periódicas lésbicas, incluidas Ms., The Witch and the Chameleon, Quest: A Feminist Quarterly y WomanSpirit.

## Temática

### Género
El género es una fuente de tensión a lo largo de la novela. Entre los principios básicos de la relación entre las comunidades de mujeres montañesas y hombres se encuentra: "No está en su naturaleza no violar. No está en mi naturaleza ser violada. No coexistimos" (página 25). Gearhart dijo en una entrevista con Off Our Backs que para descubrir cómo se desarrollan esas dinámicas, la cuestión de "cuál es la relación de las mujeres de la colina con los hombres" es una de las principales preguntas del libro.

### Ambientalismo
También se vincula con la idea del ecofeminismo. Las ideas que presenta de mujeres que viven como una con el mundo natural mayor, de poder controlar la propia fertilidad y de la comunicación con otros seres vivos no humanos, así como el estilo poético de la prosa que escribe Gearhart, son de particular interés entre lectores procedentes de entornos medioambientales.